# Torre di Vada
La torre di Vada è una struttura di avvistamento posta lungo costa a sud di Rosignano Solvay, presso l'abitato di Vada, nel comune di Rosignano Marittimo.

## Storia
La torre ha origini medioevali. Sorse infatti sul finire del Duecento ad opera dei Pisani per segnalare ai naviganti le pericolose secche di Vada e per avvistare ogni tipo di minaccia proveniente dal mare.
Successivamente, decaduta la Repubblica di Pisa, la torre passò ai Fiorentini, che nel XV secolo la restaurono e la resero parte integrante del sistema di avvistamento posto lungo la costa toscana a sud di Livorno.
Da essa doveva essere sorvegliato un tratto di mare assai ampio, compreso tra la Torre di Castiglioncello, a nord, e la torre posta alla bocca del fiume Cecina (ora Villa Ginori), a sud.
Il contatto visivo con le altre strutture difensive consentiva la segnalazione di eventuali pericoli, mentre i cavalleggeri erano tenuti ad ispezionare l'intera costa, muovendosi di torre in torre.
L'antico edificio venne cinto da un possente contrafforte e, intorno alla metà del Settecento, le cronache descrivono la presenza di un fossato e di un ponte levatoio, dei quali oggi non resta alcuna traccia.
Inoltre, adiacente alla struttura si estendeva una vasta dispensa, composta da diversi locali, un forno, una stalla ed una cappella; qui trovavano alloggio il castellano e la guarnigione, mentre nella torre vera e propria gli spazi erano limitati, ma sufficienti per tenervi alcuni pezzi d'artiglieria.
Nell'Ottocento, esaurite le funzioni militari, continuò a funzionare come faro fino al 1979, tanto che intorno al 1950 fu demolito il tetto a padiglione per installarvi un faro di maggiore portata.
Successivamente restaurata, oggi la torre è sede del Laboratorio di educazione ambientale ed è visitabile in occasione di manifestazioni culturali.

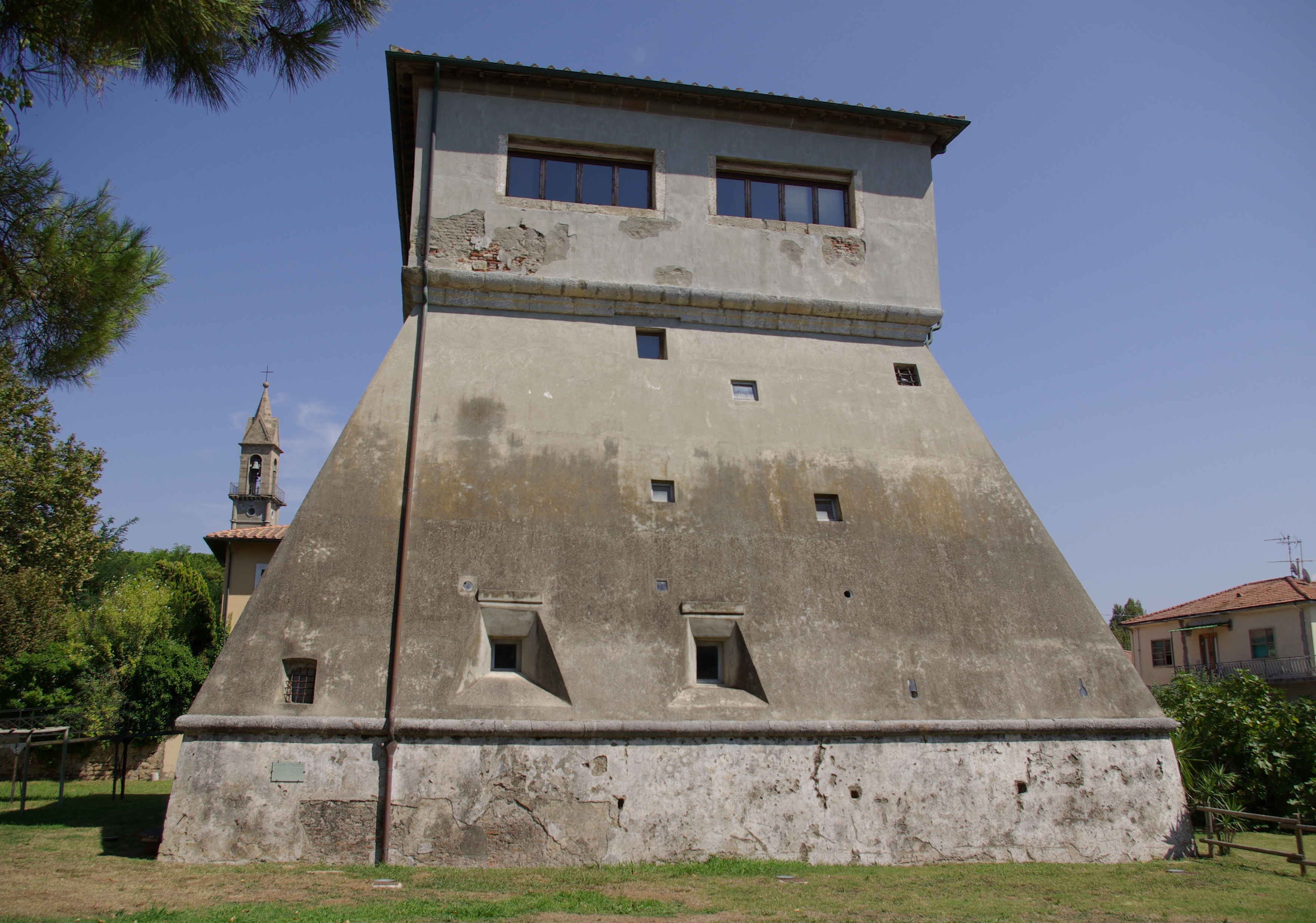
La torre con il campanile di San Leopoldo Re sullo sfondo

## Descrizione
Situata nei pressi della chiesa di San Leopoldo Re, a breve distanza dalla costa, la torre di Vada presenta una pianta quadrata, delimitata da massicci contrafforti per quasi tutta la sua altezza.
L'interno è suddiviso in cinque livelli, compreso il piano di copertura praticabile.
La parte superiore, rialzata nel dopoguerra, è stata ripristinata durante il restauro portato avanti tra il 1990 ed il 1995.